# アントニオ・カサール
アントニオ・カサール（Antonio Casale、1932年5月17日 - 2017年2月4日）は、イタリアの俳優、映画監督である。アントニオ・カサーレやニーノ・カサーレ（Nino Casale）とクレジットされることもある。変名にはアンソニー・ヴァーノン（Anthony Vernon）、ジョン・アンダースン（John Anderson）がある。

## 人物
ローマ出身。1950年代頃から、俳優活動を始める。また、監督作や脚本も手がけ、『荒野の掟』（1967年、日本未公開）や『荒野の復讐鬼』（1967年）では助監督を務めている。

## 出演作品
- 『続夕陽のガンマン 地獄の決斗』（1966年）
- 『夕陽のギャングたち』（1971年）
- 『怒りのガンマン/銀山の大虐殺』（1972年、日本未公開）
- 『ハチェット無頼』（1977年、日本未公開）
- 『カリギュラ』（1979年）

| スタブアイコン | サブスタブ | この項目は、まだ閲覧者の調べものの参照としては役立たない、俳優（男優・女優）に関連した書きかけの項目です。この項目を加筆・訂正などしてくださる協力者を求めています（P:映画/PJ芸能人）。 |